# Alexander Crowe
Pour les articles homonymes, voir Crowe.
Alexander Crowe (parfois orthographié Crow), né en 1550 dans le comté du Yorkshire et mort exécuté à York le 30 novembre 1586 ou 1587, est un laïc martyr catholique anglais arrêté et exécuté sous le règne d'Élizabeth Ire.  

## Biographie
On sait peu de choses sur les origines de la famille d'Alexander Crowe si ce n'est qu'elle était originaire du Yorkshire. Il est probable que sa famille soit, comme lui, alors demeurée catholique. Lui est fabricant de chaussures et cordonnier et pour ses affaires il se rend en France où il est en contact avec la communauté catholique anglaise réfugiée dans les Pays-Bas espagnols et dans le royaume de France. Abandonnant la profession de fabricant de chaussures il se fait alors embaucher comme portier et cuisinier au collège anglais de Douai.
Naît à cette occasion le désir de devenir prêtre. Après une formation relativement courte il est ordonné prêtre catholique à Laon en 1583. Immédiatement il se porte volontaire pour la périlleuse mission anglaise. En février 1584 il réussit clandestinement à rejoindre le nord de l'Angleterre et sa région natale où il exerce son ministère de prêtre pendant près de 18 mois sans se faire arrêté. Il est finalement arrêté à Cliffe (Selby). Emmené à York pour y être jugé, il est finalement reconnu coupable de trahison et est exécuté selon la méthode d'exécution réservée aux traîtres à savoir pendaison, éviscération et écartèlement.

## Vénération
Proclamé bienheureux par Jean-Paul II en 1987, Alexander Crowe fait partie des quatre-vingt-cinq martyrs d'Angleterre et de Galles béatifiés par ce dernier. Figurant aussi sur la liste des martyrs de Douai il est vénéré par l'Église catholique le 30 novembre.